# Montappone

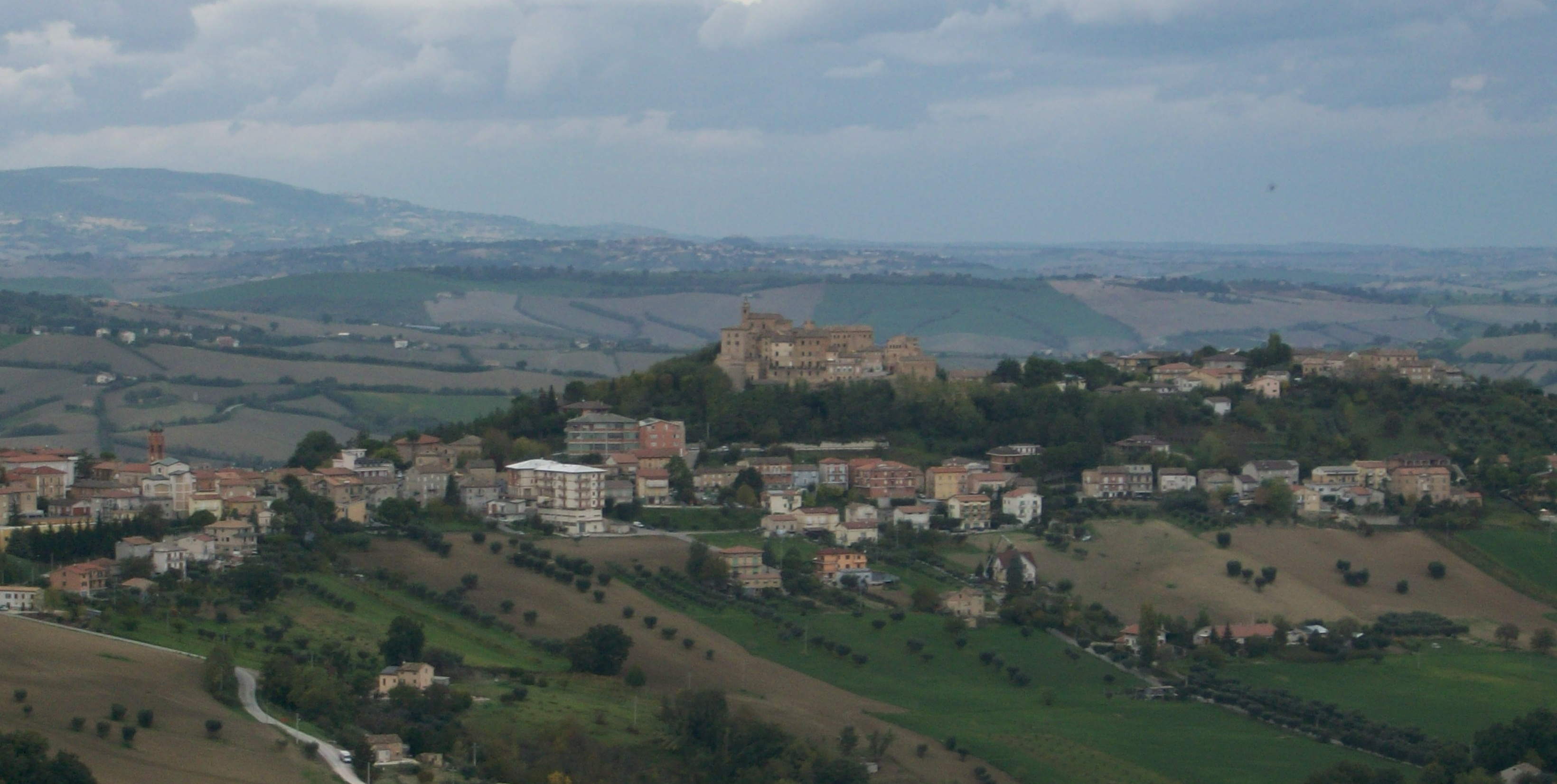
Montappone (2013)

Montappone (im lokalen Dialekt: Montappù oder Montappó) ist eine italienische Gemeinde (comune) mit 1539 Einwohnern (Stand 31. Dezember 2023) in der Provinz Fermo in den Marken. Die Gemeinde liegt etwa 20 Kilometer westsüdwestlich von Fermo und grenzt unmittelbar an die Provinz Macerata.

## Gemeindepartnerschaft
- Cormeilles, Département Eure (mit der Nachbargemeinde Falerone in Bezug auf den Kanton).